# جزيرة زفاف
جزيرة زُفاف هي إحدى الجزر الواقعة في أرخبيل فرسان في البحر الأحمر. تقع جنوب غرب جزيرة فرسان، التي تتبع منطقة جازان وتقع باتجاه الغرب من المنطقة. تبلغ مساحتها حوالي 31.3 كيلو متر مربع.